# 拉雷东达
拉雷东达，是西班牙卡斯蒂利亚-莱昂萨拉曼卡省的一个市镇。 总面积17平方公里，总人口104人（2001年），人口密度6人/平方公里。